# Karl Uller

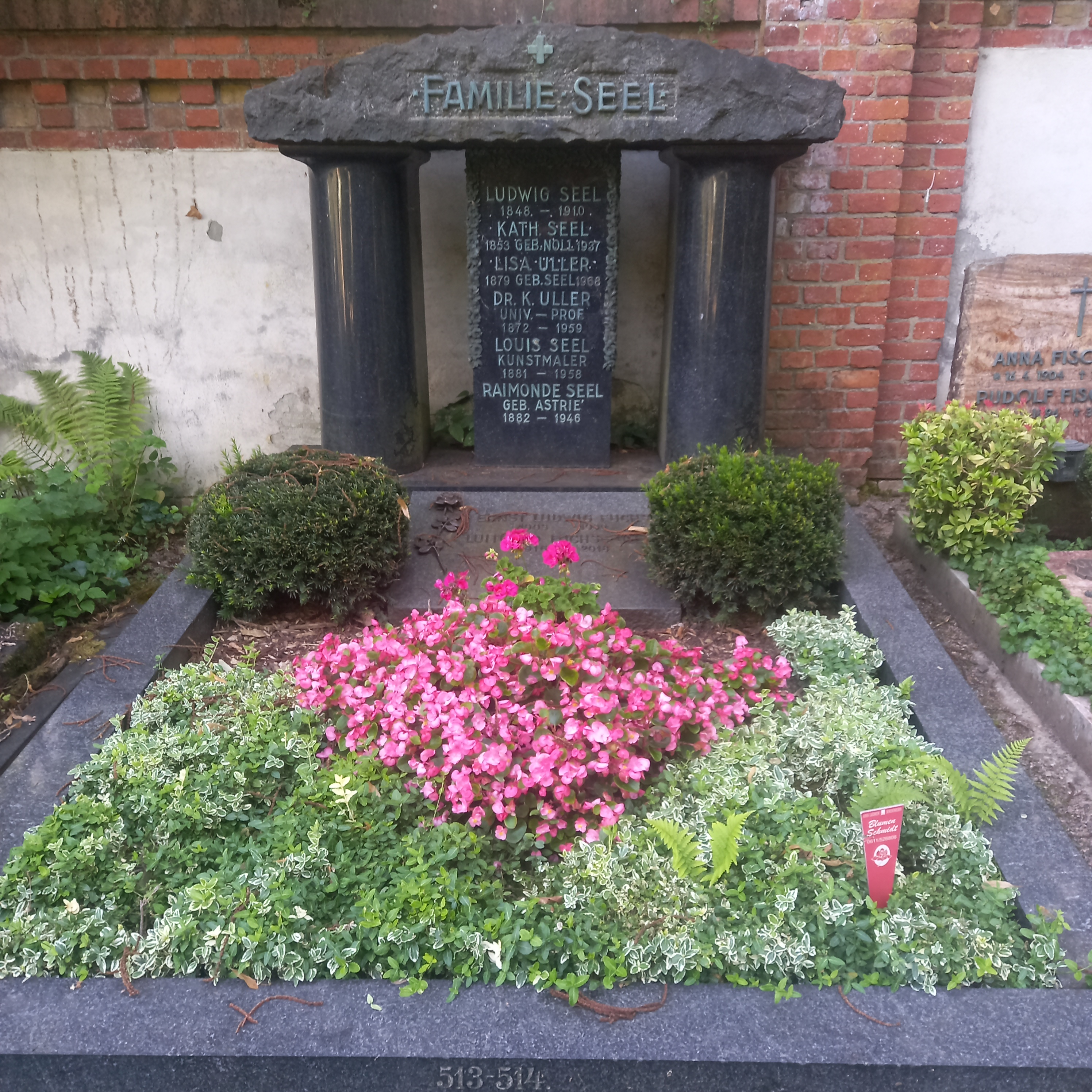
Das Grab von Karl Uller und seiner Ehefrau Lisa geborene Seel auf dem Nordfriedhof (Wiesbaden)

Karl Uller (* 19. August 1872 in Mayen; † 13. Oktober 1959 in Frankfurt am Main) war ein deutscher Physiker, der sich mit dem kinematischen und physikalischen Wesen der Welle beschäftigte und der modernen Physik skeptisch gegenüberstand. Uller forschte 1903 über geführte Oberflächenwellen, die 2014 experimentell bestätigt und als "Uller-Zenneck-Wellen" u. a. nach ihm benannt wurden.

## Leben
1891 ging Karl Uller nach Berlin, arbeitete als Zeichner und holte sein Abitur nach. 1896 begann er das Studium der Physik in Berlin. Nebenbei besuchte er Vorlesungen bei dem Theologen Adolf von Harnack und von Max Planck.
Ab 1900 setzte Karl Uller sein Studium der Physik in Rostock fort. Neben dem Studium arbeitete Karl Uller als Elektroingenieur in Berlin und Nürnberg, u. a. auf dem Gebiet der Funk- bzw. Hochfrequenztechnik. 1903 erlangte Karl Uller an der Universität Rostock den Doktorgrad der Physik mit der Dissertation Beiträge zur Theorie der elektromagnetischen Strahlung. Er trat dann seine erste Anstellung als Assistent in Greifswald bei Walter König an, mit dem er 1905 ans physikalische Institut an der Universität Gießen wechselte. 1916 wurde Karl Uller außerordentlicher Professor der Physik in Gießen, wo er bis 1937 lehrte. In den 1940er Jahren zog er nach Frankfurt am Main. Anfang 1959 erlitt er einen Schlaganfall und starb schließlich am 13. Oktober im Alter von 83 Jahren.

## Wirken
Karl Uller war Physiker und Elektroingenieur. Seine Hauptgebiete waren die Wellenlehre und die Feldphysik. Er entwickelte die von ihm sogenannte Wellenkinematik. Die Wellenkinematik erhebt den Anspruch, die Elektrodynamik kinematisch, elektrodynamisch und nicht-relativistisch zu erklären, ebenso das Quantenhafte und die Idee vom Photon.
Überdies beschäftigt sie sich mit den Wellen aller Gattungen – also der Thermik, der Fluidik, der Elastik, der Akustik etc.
Während eines Seminares in Bad Nauheim lernte Karl Uller Albert Einstein kennen. Er kannte die Arbeiten von Albert Einstein, auch die Idee einer Transpositions-Kinematik von Raum und Zeit für verschiedene gleichberechtigte Bezugssysteme. Dennoch verwarf er diese neue Theorie, da er seiner Meinung nach herausgefunden hatte,
„dass die elektromagnetischen Feldgleichungen für bewegte Körper in allen nach-Hertzschen Theorien allgemein, d. h. für zeitlich veränderliche Zustände nicht richtig sein können, weil sie nämlich eine Welle ergeben, deren Bau mit der Erfahrung in offenkundigem Widerspruch steht.“
Neben der ablehnenden Einstellung gegenüber der Relativitätstheorie Einsteins, entwickelte er – in seinem Sinne folgerichtig – eine ebenso kritische Haltung gegenüber der aufkommenden Quantenphysik mit ihrer Wellenmechanik:
„Die Quanten sind in der Tat Fremdkörper im Leibe der Physik und werden nach der Überzeugung des Verfassers wieder verschwinden. Das Quantenhafte hingegen liegt nach eben dieser Überzeugung im Wesen der physikalischen Welle, die ein Energiegebirge um Oszillatoren und Resonatoren in Mitteln ergibt.“
Mit dem Physiker Bruno Thüring und dem Philosophen Hugo Dingler war er befreundet, lehnte aber die „Deutsche Physik“ ab. Wilhelm Müller befürwortete mit deutlichen Worten eine volle Professur für Uller.
Politisch war Uller von den Ideen Friedrich Naumanns überzeugt, dem Mitbegründer und Vorstand der Deutschen Demokratischen Partei (DDP).
Sein Nachlass befindet sich heute an der Universität Konstanz.

## Werke
- Beiträge zur Theorie der elektromagnetischen Strahlung. Diss., Univ. Rostock, 1903.
- Die Energiewanderung im permanenten elektromagnetischen Wechselfeld gemäß der Theorie von Poynting. Leipzig 1908.
- Das Problem des Welleneinfalls. Selbstverlag, Leipzig 1917.
- Eine Kritik der Elektrodynamik und Relativistik. Der Heidelberger Akademie der Wissenschaften vorgelegt durch Philipp Lenard, Sitzungsberichte A10, Heidelberg 1919.
- Die elektromagnetische Welleninduktion. Zeitschrift für Physik 8, 1922, S. 89–104.
- Die gebundenen elektromagnetischen Wellen bei Bewegung der Wellenträger nach der Theorie von Minkowski Braunschweig. Gießen 1923.
- Auf eine Kritik des Herrn W. Pauli jr. Sonderschrift 1923. Physikalische Berichte 10, 1929.
- Bericht über die Entdeckung des Interferenz-Prinzipes nebst seinen Folgerungen und Folgen. Gießen 1925.
- Das Grundgesetz der Wellenfortpflanzung aus bewegter Quelle in bewegtem Mittel: der Michelson-Versuch und die Raumzeitlehre von Einstein. Oldenbourg, München 1935.
- Die Entdeckung des Wellen-Begriffes. Triltsch, Würzburg-Aumühle 1937.
- Der Sturz der reinen und relativistischen Feldphysik durch die Wellenkinematik. Zeitschrift für die gesamte Naturwissenschaft 3, 1937/38, S. 399–414.
- Idee und Begriff der Welle: ein Leitfaden durch die physikalische Grundlagen-Forschung des Verfassers. Lüttke, Berlin 1942.
- Zu einer These von Max Planck. Zeitschrift für die gesamte Naturwissenschaft 10, 1944, S. 10–18.[6]
- Die Entdeckung der Wellen-Induktion. Lüttke, Berlin 1944.
- Die Wellenkinematik als Feldtheorie des fortpflanzungsfähigen Mittels. Frankfurt (unveröffentlicht) 1955.

Daneben veröffentlichte Uller Artikel in den Annalen der Physik, in der Zeitschrift für Physik, in der Physikalischen Zeitschrift, in den Verhandlungen der Deutschen Physikalischen Gesellschaft und in weiteren Fachzeitschriften.